# 塞维利亚水族馆
塞维利亚水族馆（西班牙語：Acuario de Sevilla）是一座位于西班牙南部塞维利亚市的水族馆。

## 简介
水族馆位于塞维利亚市玛丽亚路易莎公园西南方向，水箱总体积超过两千立方米。
塞维利亚水族馆展览再现了大航海时代麦哲伦首次环航地球时的历程。1519年，麦哲伦船队在瓜达尔基维尔河，经由太平洋，抵达香料群岛。麦哲伦在部族冲突中死去后，由埃尔卡诺带领剩余船队从印度洋返回塞维利亚。